# USS Hancock (CV-19)
Pour les autres navires du même nom, voir USS Hancock.
L’USS Hancock (CV-19) est un porte-avion de classe Essex de l'United States Navy.

## Historique
Il participa notamment sur le théâtre Pacifique de la Seconde Guerre mondiale entre 1944 et 1945 puis lors de la guerre du Viêt Nam.
Le 28 février 1952, l'US Navy annonce que la catapulte à vapeur développée par les Britanniques doit être adoptée sur les porte-avions américains, avec une première installation sur le |USS Hancock.
Le USS Hancock (CV-19) est déployé une seule fois dans l'ouest du Pacifique avec quatre missiles de croisière SSM-N-8A Regulus armés d'ogives nucléaires en 1955. Le Lexington, le Hancock, le USS Shangri-La et l'USS Ticonderoga participent au développement du concept de "Regulus Assault Mission" (RAM). 
Dans le cadre du RAM, les missiles de croisière Regulus sont convertis en drones : les missiles sont lancés de croiseurs ou de sous-marins et, une fois en vol, sont guidés sur leurs objectifs par des pilotes basés sur des porte-avions et équipés de dispositifs de contrôle à distance.